# Lagynopteryx laciniosa
Lagynopteryx laciniosa är en fjärilsart som beskrevs av Felder 1875. Lagynopteryx laciniosa ingår i släktet Lagynopteryx och familjen mätare. Inga underarter finns listade i Catalogue of Life.